# 하랄 스트룀
하랄 스트룀(노르웨이어: Harald Strøm, (1897년 10월 14일 - 1977년 12월 25일)는 노르웨이의 스피드 스케이팅 선수였다. 5000m 종목 세계 선수권, 유럽 선수권을 제패했으며, 세계 기록 보유자이기도 했다. 또한 노르웨이 축구 대표 선수로도 활약했다.